# Новопавлоград
Новопавлогра́д — село в Сакмарском районе Оренбургской области. Входит в состав Украинского сельсовета.

## География
Село находится на расстоянии примерно 16 км (по прямой) к северо-востоку от села Сакмара, административного центра района.

### Часовой пояс
Село Новопавлоград, как и вся Оренбургская область, находится в часовой зоне МСК+2. Смещение применяемого времени относительно UTC составляет +5:00.

## История
Село основано предположительно в 1898 году. В советское время работал колхоз имени XXI съезда КПСС.

## Население
| 2010 |
| ---- |
| 0    |

### Национальный состав
Согласно результатам переписи 2002 года, в национальной структуре населения украинцы составляли 100 % из 2 чел.